# Myiopharus levis
Myiopharus levis là một loài ruồi trong họ Tachinidae.